# 阿日布拉格
阿日布拉格是位于中国内蒙古自治区呼伦贝尔市陈巴尔虎旗西乌珠尔苏木西北的一个湖泊。其位置约在东经118°23′，北纬49°39′。湖面海拔533米，面积达2平方公里。该湖的沉积物主要是芒硝和石盐。阿日布拉格在蒙古语中的意思是北边的泉。